# Grottefæstning
En grottefæstning eller grotteborg er en bolig- eller tilflugtsborg, der er bygget ind i en naturlig grotte eller hule. Den kategoriseres som en højborg. I modsætning til andre typer (som f.eks. vandborge) kan sådanne borge kun angribes forfra eller ved at bore sig gennem klippen ovenfra; indgangen er som regel placeret midt på en klippevæg, hvilket gør den meget vanskeligere at trænge ind i. Arkæologiske fund har vist, at huler blev brugt som tilflugtssteder allerede i stenalderen. De første middelalderlige grotteborge opstod i 1000- og 1100-tallet. I 1300- og 1400-tallet blev denne type mere udbredt, især i dele af Frankrig og Schweiz. Af indlysende årsager har denne borgtype kun været udbredte steder, hvor der eksisterer klippee og huler store nok til at opføre egentlige bygninger og boliger.

## Beliggenhed og opbygning
Den egentlige grotteborg blev generelt bygget ved foden af en høj klippevæg og på niveau med én eller flere stejle skråninger; de er dog forholdsvis sjældne i bjergområder – f.eks. er kun fire steder kendt i Nordtyrol: Altfinstermünz i Øvre Inndal, Loch nær Unter-Pinswang, Lueg am Brenner og én i Herrenhauswand nær Schwendt/Kössen.
I flere regioner i Schweiz og Frankrig udgør blødere bjergarter et godt grundlag for opførelsen af grotteborge. Der findes betydeligt flere af denne type i Graubünden, Ticino, Valais og Dordogne end f.eks. i Bayern eller Tyrol.
De beboelige bygninger og stalde lå som regel i dalbunden nedenfor fæstningen, da grotterne ofte kun var tilgængelige via stejle og smalle stier. Udgravninger har vist en relativt høj levestandard i flere grotteborge, mens andre kun var delvist beboet og fungerede som bevogtning af bjergpas eller vigtige trafikårer.
Af lignende årsager havde de fleste ingen bergfried eller andre tårne – en undtagelse er Burg Loch nær Eichhofen i Bayern, som har et imponerende rundt tårn foran.
I mange tilfælde blev hulen eller grotten blot forseglet med en mur i åbningen og opdelt indvendigt med stenvægge eller træpaneler, men flere blev senere udbygget til repræsentative sæder: f.eks. Schloss Stein i Bayern og Predjama Slot i Slovenien.
Ingeniørmæssigt er grotteborge nært beslægtet med klippeborge; her blev naturlige eller kunstigt udvidede klippesprækker indarbejdet i konstruktionen. I Centraleuropa er mange sådanne klippeborge bevaret i sandstensområderne i Syd- og Mellemtyskland eller Bøhmen, herunder dem i Elbsandsteingebirge, Pfälzerwald og Haßberge.

## Grotteborge og huleborge
Faglitteraturen skelner mellem grotteborge og huleborge. I førstnævnte er en hel borg bygget foran eller inden i en naturlig grotte (f.eks. Predjama Slot), mens man i sidstnævnte blot har lukket hulen af med en forvæg og opdelt den internt – selv om begge betegnelser ofte bruges synonymt i daglig tale.

## Andre eksempler
- Burg Wolkenstein i Gröden, Sydtyrol, Italien
- Schloss Stein i Stein an der Traun, Bayern, Tyskland
- Predjama Slot, Slovenien
- BUrg Kronmetz, Italien
- Burg Luegstein nær Oberaudorf, Bayern, Tyskland
- Burg Wichenstein nær Oberriet, St. Gallen, Schweiz

Borge fra korsfarerstaterne i Mellemøsten
- Cave de Sueth eller Habis Jaldak, Yarmouk-dalen, Jordan[2]
- Magharat Fakhr ad-Din, inde i landet fra Sidon, Libanon[3]
- Nihafæstningen, også kaldet Cave de Tyron / Tirun an-Niha, centrum i Sidons lensherredømme, Libanon[4]
- Bjerget Quarantana (Docus, castellum Abrahami), tempelridderborg i hulen over Jeriko, Vestbredden, Palæstina[5]

## Galleri
- Burg Rappenstein nær Untervaz, Graubünden, Schweiz
- Burg Balm nær Balm, Solothurn, Schweiz
- Burg Loch nær Eichhofen, Bayern
- Burg Grottenstein nær Haldenstein, Graubünden, Schweiz
- Burg Fracstein nær Seewis, Graubünden, Schweiz